# 四条隆宗
四条隆宗（しじょう たかむね、生年不明 - 延文3年（1358年）10月6日）は、鎌倉時代後期から南北朝時代にかけての公卿。初名は四条隆基。

## 官歴
- 正和元年（1312年）：従五位上
- 正和4年（1315年）：正五位下、侍従
- 正慶元年（1332年）：従四位下、丹後守、左少将
- 暦応2年（1339年）：従四位上
- 暦応4年（1341年）：内蔵頭
- 暦応5年（1342年）：正四位下
- 観応2年（1351年）：従三位
- 延文3年（1358年）：正三位

## 系譜
- 父：四条房名
- 子：四条隆郷
- 子：四条隆冬